# Villers-sur-Bonnières
Villers-sur-Bonnières ist eine französische Gemeinde mit 140 Einwohnern (Stand 1. Januar 2022) im Département Oise in der Region Hauts-de-France. Die Gemeinde liegt im Arrondissement Beauvais und ist Teil der Communauté de communes de la Picardie Verte und des Kantons Grandvilliers.

## Geographie
Die Gemeinde liegt rund 5,5 Kilometer südlich von Marseille-en-Beauvaisis und westlich von Saint-Omer-en-Chaussée auf der Höhe zwischen den Tälern des Thérain und des Petit Thérain.

## Einwohner
| 1962 | 1968 | 1975 | 1982 | 1990 | 1999 | 2006 | 2011 |
| ---- | ---- | ---- | ---- | ---- | ---- | ---- | ---- |
| 107  | 91   | 89   | 94   | 113  | 144  | 162  | 162  |

## Sehenswürdigkeiten
- Kirche Sainte-Barbe aus dem 16. Jahrhundert[1]